# Tết
Święto Tết (Tết Nguyên Đán) – wietnamski Nowy Rok oparty na chińskim kalendarzu, przypada w styczniu lub lutym.
Święto Tết jest najważniejszym wietnamskim świętem, rozpoczyna się w ostatnim dniu starego roku i trwa przez następne trzy dni nowego roku.

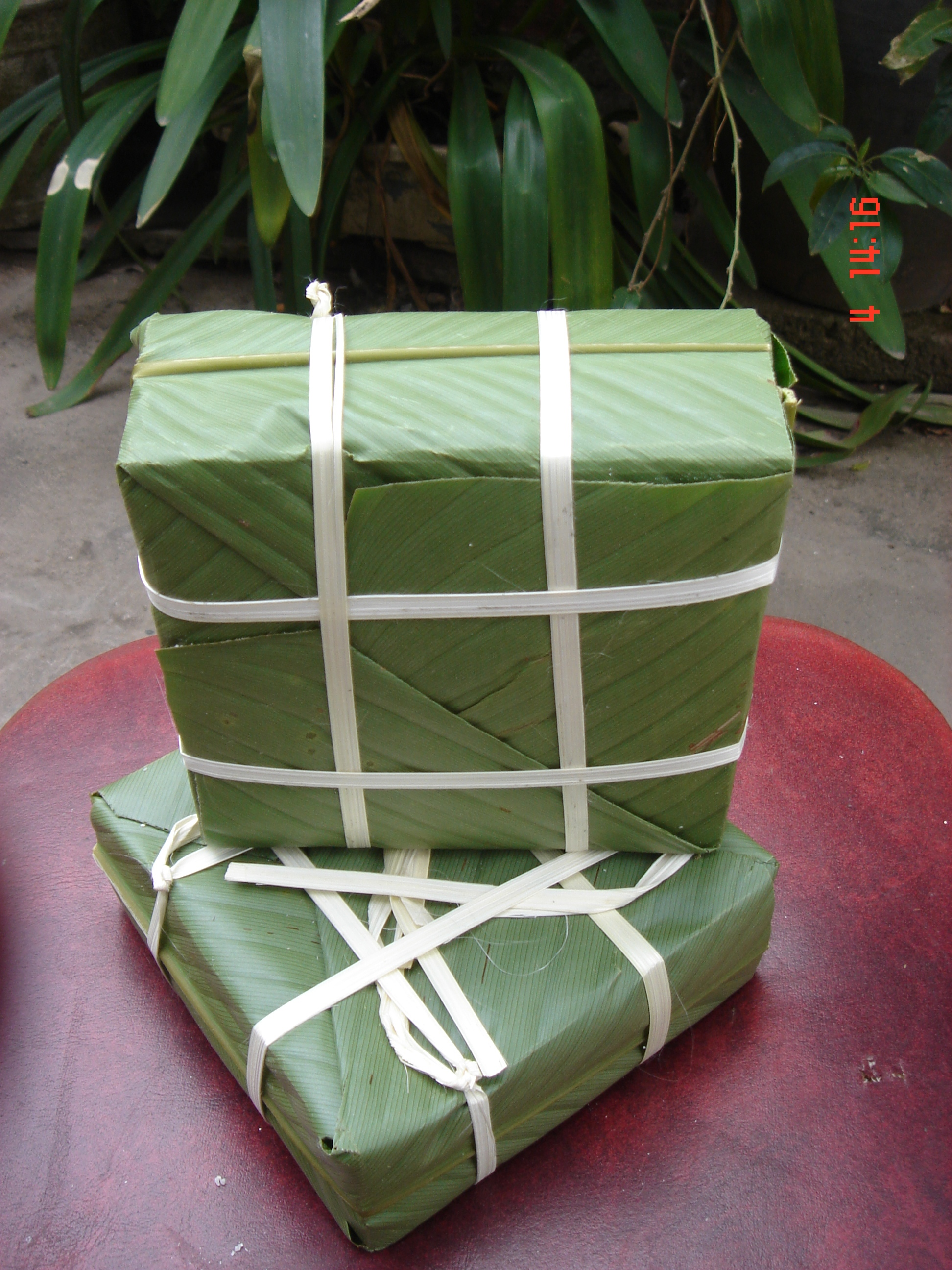
Tradycyjne placki Bánh chưng na święto Tết

Święto Tết początkowo trwało 2 dni, podczas których urządzane były huczne zabawy. Tradycyjną potrawą na Tết jest Bánh chưng, rodzaj ciasta z ryżu kleistego, wieprzowiny i fasoli złocistej (mung) gotowanego w opakowaniu z liści bananowych.